# Elysius intensus
Elysius intensus là một loài bướm đêm thuộc phân họ Arctiinae, họ Erebidae.